# Austin Butler
Austin Robert Butler, född 17 augusti 1991 i Anaheim, Kalifornien, är en amerikansk skådespelare, sångare och modell. Han är bland annat känd för sitt porträtt av Elvis Presley i filmen Elvis från 2022.
Butler har spelat rollen som James Garrett i Nickelodeon-serien Zoey 101. Han har även medverkat i Ned's Declassified School Survival Guide, Life Unexpected, ett avsnitt av Hannah Montana (Derek) och ett avsnitt av iCarly (Jake). Butler är med i filmen Sharpay's Fabulous Adventure där han spelar Peyton. Han var också med i TV-serien The Carrie Diaries där han spelade Sebastian Kydd.

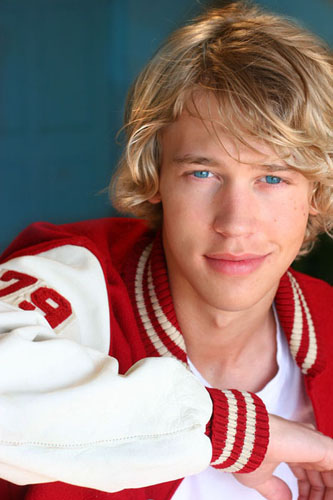
Austin Butler 2008.

## Filmografi
| År        | Titel                    | Roll                    | Övrigt                                |
| --------- | ------------------------ | ----------------------- | ------------------------------------- |
| 2006      | Drake & Josh             | Extra                   | Avsnitt: "The Demonator"              |
| 2006      | Hannah Montana           | Toby                    | Avsnitt: "Oops! I Meddled Again"      |
| 2007–2008 | Zoey 101                 | Danny/James             | Avsnitt: "Quarantine"/Main Cast       |
| 2007      | Hannah Montana           | Derek                   | Avsnitt: "My Best Friend's Boyfriend" |
| 2007      | iCarly                   | Jake Krandle            | Avsnitt: "iLike Jake"                 |
| 2008      | Zoey 101                 | James Garrett           | 10 Avsnitt                            |
| 2008      | Out of Jimmy's Head      | Lance                   | Avsnitt: "Princess"                   |
| 2009      | Ruby & The Rockits       | Jordan Gallagher        | 10 Avsnitt                            |
| 2009      | Zeke and Luther          | Rutger Murdock          | Avsnitt: "Adventure Boy"              |
| 2010      | Changelings              | Cameron Brower          |                                       |
| 2010–2011 | Life Unexpected          | Jones Mager             | 10 Avsnitt                            |
| 2010      | Wizards of Waverly Place | George                  | Avsnitt: "Positive Alex"              |
| 2010      | Jonas L.A.               | Stone Stevens           | 2 Avsnitt                             |
| 2010      | CSI: Miami               | Josh Chapman            | Avsnitt: "Happy Birthday"             |
| 2010      | The Defenders            | Cody Dennis             | Avsnitt: "Nevada v. Dennis"           |
| 2011      | CSI: NY                  | Benjamin Gold           | Avsnitt: "Do or Die"                  |
| 2011–2012 | Switched at Birth        | James "Wilke" Wilkerson | 14 Avsnitt                            |
| 2012      | Intercept                | Devon                   |                                       |
| 2012      | Are You There, Chelsea?  | Luke                    | Avsnitt: "Believe"                    |
| 2013–2014 | The Carrie Diaries       | Sebastian Kydd          | Huvudroll                             |
| 2016      | The Shannara Cronicles   | Wil Ohmsford            | Huvudroll                             |
| 2022      | Elvis                    | Elvis Presley           | Huvudroll                             |
| 2024      | Dune: Part Two           | Feyd-Rautha             |                                       |